# ГАССП

логотип HACCP

Система аналізу небезпек і критичних точок контролю (англ. HACCP — Hazard Analysis Critical Control Point) — система, що дозволяє
створити на підприємстві умови для виробництва безпечної продукції шляхом визначення (ідентифікації) і контролю небезпечних чинників.
Система ГАССП є єдиною системою управління безпечністю харчової продукції, яка довела свою
ефективність і прийнята міжнародними організаціями.
У законодавстві України прийнято вживати англомовну абревіатуру в назві концепції (HACCP — Hazard Analysis and Critical Control Point), однак популярності набула кирилична транслітерація ГАССП (ХАССП).

## Історія розвитку концепції
Концепція ХАССП була розроблена в 60-х роках спільними зусиллями компанії Pillsbury_Company Pillsbury,Лабораторії збройних сил США і Національного управління з аеронавтики і космонавтики (NASA) під час роботи над Американською Космічною Програмою. Перед NASA стояло завдання розробити систему, що виключає можливість утворення токсинів у харчовій продукції і, як наслідок, запобігти харчовим отруєнням. Вибіркові та навіть і тотальні випробування кінцевого продукту або напівфабрикатів не могли гарантувати безпечності продукції, проте суттєво ускладнювали технологічний процес і збільшували вартість виробництва.
Для вирішення цієї проблеми була ініційована розробка концепції ХАССП, представлена компанією «Pillsbury» у 1971 році на Першій Американській Національній Конференції з питань безпечності харчових продуктів. Після цього Управління США з контролю за харчовими продуктами і лікарськими засобами United_States_Food_and_Drug_Administration стало вимагати застосування системи ХАССП під час виробництва рибних продуктів, а Департамент сільського господарства США — при переробці м'яса та птиці.
Національна академія наук США (НАУ США) в 1985 р., після проведення оцінки ефективності регулювання харчової промисловості США, рекомендувала всім регулятивним установам прийняти підхід ХАССП, і обов'язкове застосування системи для виробників харчових продуктів. Всесвітня організація охорони здоров'я та Міжнародна продовольча та сільськогосподарська організація (FAO) також схвалили використання системи ХАССП. З цього часу система ХАССР поширилася практично на всі країни світу.
ХАССП — це інструмент управління, що забезпечує більш структурований підхід до контролю ідентифікованих небезпечних чинників, у порівнянні з традиційними методами, такими як інспектування або контроль якості. Використання системи ХАССП дозволяє перейти від випробування кінцевого продукту до розробки превентивних методів. Поява міжнародних стандартів ISO серії 22000 започатковує наближення та встановлення еквівалентних (рівнозначних) вимог до рівня безпечності харчових продуктів для всіх учасників глобалізованого продовольчого ринку.
Прийняті Комісією Codex Alimentarius нормативи, основні принципи і рекомендації з безпечності харчової продукції визнані у угоді СОТ «Про санітарні та фіто санітарні заходи» як основа для гармонізації санітарних заходів, при цьому ХАССП створює надійне організаційне підґрунтя забезпечення безпечності продовольства та кормів. Отже ХАССП буде відігравати все зростаючу роль у практичних заходах з безпечності харчових продуктів не лише як система, обрана окремими країнами, але й на загальносвітовому рівні, вносячи свій вклад у розширення міжнародної торгівлі.

## Переваги впровадження системи ХАССП
ХАССП — це потужна система, що може застосовуватися до великого спектру простих і складних операцій. Вона використовується для забезпечення безпечності харчових продуктів протягом усього ланцюга виробництва і реалізації харчового продукту. Для впровадження системи ХАССП виробники повинні досліджувати не тільки їх власний продукт і методи його виготовлення. Постає завдання застосовувати такі ж вимоги і до постачальників сировини і допоміжних матеріалів, системи дистрибуції та роздрібної торгівлі.
Правильне запровадження системи НАССР надає виробнику багато переваг економічного та управлінського характеру:
- Застосування НАССР є підтвердженням виконання виробником законодавчих і нормативних вимог.
- НАССР засвідчує високий рівень свідомості та відповідальності виробника перед споживачем.
- НАССР дозволяє підприємствами забезпечити стабільно високий рівень безпечності харчових продуктів, і завдяки довірі споживачів в умовах зростаючої конкуренції зберегти та розширити свою частку на внутрішньому ринку України.
- Запровадження НАССР дозволяє здійснити розширення експортних ринків, адже в багатьох країнах світу НАССР є обов'язковою законодавчо встановленою вимогою.
- Застосування НАССР переносить акценти з випробування кінцевого продукту на використання превентивних методів забезпечення безпечності під час виробництва та реалізації продукції, сприяючи раціональнішому використанню ресурсів.
- Правильно проведений аналіз небезпечних чинників дозволяє виявити приховані небезпеки і направити відповідні ресурси в критичні точки процесу.
- Зменшення втрат, пов'язаних із негативними наслідками повернень продукції, харчових отруєнь та інших проблем безпечності харчових продуктів.
- НАССР може інтегруватися в загальну систему управління, достатньо органічно поєднуючись з іншими управлінськими концепціями — управління якістю (стандарти ISO серії 9000), управління довкіллям (стандарти ISO серії 14000) тощо.

## Запровадження системи ХАССП на малих та середніх підприємствах
Практичний досвід та вивчення літератури з безпечності харчових продуктів свідчить, що успіх розроблення, запровадження, моніторингу та перевірки системи ХАССП залежить від комплексу управлінських, організаційних та технічних факторів. Стикаючись з безліччю цих взаємопов'язаних даних,навіть дуже великі фірми, що мають значні фінансові ресурси, технічний досвід та високу культуру управління, можуть відчувати суттєві труднощі, а на малих та середніх підприємствах (МСП) може складатись відчуття, що труднощі ХАССП потенційно не подоланні.
Хоча не існує однозначного, чіткого та загальновизнаного визначення малих та середніх підприємств, такі підприємства класифікуються за кількістю працівників, товарообігом та рівнем прибутку. Малі та середні підприємства зазвичай обслуговують місцевих споживачів, вони займають обмежену частку ринку, їх власниками є одна або кілька осіб; управляються вони своїми ж власниками, які вирішують всі питання менеджменту самі з незначною допомогою інших осіб.
Особливістю малих та середніх підприємств є те, що типові МСП зазвичай мають обмежені ресурси (персонал, час, кваліфікація, досвід, технічна компетентність та фінанси). В контексті ХАССП особливе значення має технічна компетентність, необхідна для розроблення системи. Знання з методології ХАССП, яких можна набути під час навчання, повинні бути обов'язково підкріплені відповідними знаннями у сфері мікробіології та харчової хімії.
Іншим і, можливо, найбільш важливим, порівняно з відсутністю технічних знань, чинником є те, що сам цей факт часто навіть не усвідомлюється. Така самовпевненість може бути особливо небезпечною, якщо підприємство функціонує протягом багатьох років — досить часто від подібних підприємців можна почути вислови типу «я займаюся цим вже більше 30 років і досі ніхто від моєї продукції не помер».
З іншого боку, практично всі МСП добре пристосовані до командної роботи, що дозволяє уникати багатьох проблем, що зустрічаються в більш великих компаніях. Відносно невелика кількість працівників дозволяє всю «глибину» та «ширину» організації представити у вигляді однієї команди, досягаючи при цьому більш високого ступеня причетності до спільної справи. Досить часто менеджери МСП проходять свій шлях нагору, починаючи роботу з виробничих ділянок, і таке знання виробничих процесів «з перших рук» прискорює та полегшує процес аналізування небезпечних чинників, визначення критичних точок тощо. В той же час, чим менше МСП, тим складніше вивільнити співробітників для участі у робочих
зустрічах групи ХАССП. Доводиться зменшувати склад групи до мінімальної кількості осіб та залучати до її роботи інших учасників за необхідності. Для дрібного бізнесу такий підхід все одно не вирішує проблеми, оскільки лише для ядра групи ХАССП може бути необхідно більше половини всієї робочої сили. В таких обставинах необхідні новаторські методи командної роботи, залучення зовнішніх експертів тощо.
Технічні перешкоди є не єдиною перепоною до успішного запровадження ХАССП. Досвід свідчить, що головною проблемою є розробка такої системи, яка буде справді працювати в реальних виробничих умовах; але така система майже невідворотно потребуватиме змін в культурі праці, «кліматі»
підприємства.
Фактично, в контексті безпечності харчових продуктів, найважливіші люди — це виробничий персонал, (оператори), які контролюють критичні точки. Але ці посади, як правило, є найбільш низькооплачуваними, недооціненими та найменш мотивованими. ХАССП передбачає шлях удосконалення
організації, заснований на залученості та подальшій причетності. Якщо операторам, по-перше, пояснили, що вони відповідають за критично важливий процес, по-друге, попросили приєднатися до команди для розробки стратегії вирішення цього завдання, і, по-третє, їм допомогли написати реальні процедури їхньою «мовою», то це суттєво підвищить їх мотивацію та відповідальність при повсякденному виконанні процедур забезпечення безпечності харчових продуктів. Така участь в технологічних змінах та делегування контролю тим, хто має безпосереднє відношення до виробничого процесу, є рушійним механізмом запровадження необхідних змін та важливою умовою успішного запровадження ХАССП. В цьому контексті спостерігається така закономірність: чим більше підприємство, тим складніше ініціювати та підтримувати такого роду зміни в культурі виробництва та відносинах між людьми. Тут МСП з їх менш формальними структурами управління та простішими каналами комунікації мають очевидну перевагу. Чим менше підприємство, тим вірогідніше, що всі особи, які мають відношення до ХАССП, володіють практичним досвідом, що підвищує можливості команди розробити таку систему, до якої виробничий персонал та управлінська ланка будуть однаково причетні та зацікавлені в підвищенні ефективності іі функціонування.

## Принципи системи ХАССП
В основу системи ХАССП покладено 7 таких принципів:
1. Проведення аналізу небезпечних чинників.
2. Визначення критичних точок контролю (КТК).
3. Встановлення критичної межі (меж).
4. Встановлення системи моніторингу КТК.
5. Встановлення коригувальних дій, що мають вживатися коли моніторинг вказує на вихід конкретної КТК з-під контролю.
6. Встановлення процедур перевірки для упевненості, що система ХАССП працює ефективно.
7. Встановлення документування всіх процедур та записів, що мають відношення до цих принципів та їх застосування.

## Небезпечні чинники
Щоб провести аналіз небезпечних чинників для розробки плану ХАССП, виробнику харчової продукції необхідно мати робочі знання про потенційні джерела небезпеки. Метою плану ХАССП є контроль всіх небезпечних чинників, які з достатньою імовірністю можуть загрожувати безпеці харчових
продуктів. Такі небезпечні чинники можна розділити на три групи: біологічні, хімічні та фізичні.
В ДСТУ ISO 22000:2007 небезпечний чинник харчового продукту (food safety hazard) визначається як біологічний, хімічний або фізичний агент у харчовому продукті, або стан харчового продукту, що потенційно може спричинити негативний вплив на здоров'я. Також зазначається, що термін «небезпечний чинник» не слід плутати з терміном «ризик», який у контексті безпечності харчових продуктів означає функцію ймовірності виникнення негативного впливу на здоров'я (наприклад, захворювання) та істотності наслідків такого впливу (наприклад, смерть, госпіталізація, відсутність на робочому місці тощо) в разі ураження цим небезпечним чинником. Ризик визначено в ISO/IEC Guide 51 як комбінацію ймовірності
виникнення шкоди та істотності наслідків цієї шкоди. Згідно зі стандартом до небезпечних чинників харчових продуктів відносять алергени.

### Небезпечні чинники біологічного походження
Харчовим продуктам можуть загрожувати небезпечні чинники біологічного походження. Їх джерелом може бути сировина, або вони можуть виникати на певних етапах технологічної обробки, що застосовується для виробництва кінцевого продукту. Біологічні чинники поділяються на такі групи:
- мікроорганізми;
- бактерії;
- віруси;
- паразити;
- гриби;
- дріжджі.

### Хімічні небезпечні чинники
Забруднення хімічного характеру може трапитися на будь-якому етапі процесу виробництва та обробки. Хімічні речовини можуть бути корисними та спеціально додаватися до деяких продуктів, наприклад, пестициди застосовуються у вирощуванні фруктів та овочів. Хімічні речовини не становлять
небезпеки, якщо вони використовуються правильно, або перебувають під контролем. Потенційний ризик для споживачів підвищується, коли вміст хімічних речовин не контролюється, або коли рекомендовані норми перевищуються. Присутність хімічної речовини не завжди становить небезпеку. Чи є вона небезпечною, чи ні, залежить від її кількості. Токсичний ефект деяких хімічних речовин виявляється тільки у випадку піддавання їхньому впливу протягом тривалого часу. Щодо таких речовин нормами встановлюються певні обмеження.
Хімічні небезпечні чинники можна розділити на три категорії:
- Хімічні речовини, що виникають природним шляхом.
- Спеціально додані хімічні речовини.
- Неспеціально або випадково додані хімічні речовини.

### Фізичні небезпечні чинники
До небезпечних чинників фізичного походження відносяться будь-які потенційно шкідливі сторонні предмети, яких звичайно у харчових продуктах немає. Якщо помилково спожити сторонній матеріал або предмет, це, імовірно, призведе до задухи, фізичного пошкодження або інших шкідливих
наслідків для здоров'я. Саме на фізичні небезпечні чинники споживачі скаржаться найчастіше, бо травма виникає одразу або незабаром після споживання їжі, і джерело небезпеки виявити легко.
Прикладами матеріалів, які можуть становити фізичну небезпеку можуть бути:
Скло, метал, каміння — якщо потрапляє в продукти харчування спричиняє порізи, кровотечі, пошкодження ротової порожнини та шлунково-кишкового тракту; для виявлення або видалення може бути потрібне хірургічне втручання.